# Pelesit
Pelesit (pronunciación malaya: [pələsit]) o Palasik es un tipo de espíritu familiar en el folclore malayo. Generalmente es un grillo, u ocasionalmente un saltamontes. El término literalmente significa: "zumbador" de la raíz de la palabra lesit que significa zumbar o silbar, como lo hace un insecto.

## Historia
La creencia en el pelesit se remonta al animismo malayo, antes de la introducción del monoteísmo. En términos generales, un pelesit solo puede ser propiedad de una mujer, y se dice que prevaleció en Kedah. El equivalente masculino es otro espíritu hereditario, el bajang. Debido a la similitud entre ambos, a veces se confunden.
Existen dos rituales para adquirir un pelesit, ambos implican recitar los conjuros correctos y morder la lengua de un niño muerto. Esta lengua, si se conserva correctamente con los rituales adecuados, es la que se convierte en el pelesit.
Un pelesit ataca a sus víctimas entrando en la boca de la persona con la cola primero. Una persona afectada por el pelesit delirará locamente por los gatos. Sin embargo, a menudo es la mascota de otro espíritu familiar, el polong. Si un pelesit entra en el cuerpo de una persona y emite un sonido, está llamando al polong, lo que puede hacer que la víctima se vuelva loca o inconsciente. Un chamán (bomoh o dukun) cura a la víctima utilizando un conjuro específico y pidiéndole que revele a su "madre", es decir, a la dueña del pelesit. La víctima responde con una voz aguda, tras lo cual el chamán intenta que el propietario la recuerde.
Cuando el pelesit no está en uso, su propietario lo guarda en una botella y lo alimenta regularmente con arroz de cúrcuma o sangre extraída del dedo anular (conocido en malayo como el "dedo fantasma"). Si el propietario desea deshacerse del pelesit, se entierra la botella.

## En la literatura y la cultura popular
El pelesit es uno de los muchos fantasmas y espíritus mencionados por Abdullah bin Abdul Kadir en su libro Hikayat Abdullah, para diversión de Thomas Stamford Raffles.
En Kijiya, una serie de komku de Malasia, los pelesit son criaturas demoníacas que actúan como los principales antagonistas de la serie.